# Richard Morgan
Richard Morgan (1965. –) angol sci-fi-író. Cambridge-ben végzett történelem szakon, majd sokáig angoltanárként dolgozott. Mielőtt csak az írásnak szentelte volna az idejét, élt Londonban, Isztambulban, Madridban és Glasgow-ban is.

## Írói karrierje, regényei

### A Takeshi Kovacs-trilógia
- Valós halál (2002; magyar kiadás: 2006, Agave Könyvek ISBN 963 711 8381)
- Törött angyalok (2003; magyar kiadás: 2008, Agave Könyvek ISBN 978-963-9868-18-2)
- Dühöngő fúriák (2005; magyar kiadás: 2009, Agave Könyvek ISBN 978-963-9868-32-8)

Morgan élete első regényét 2002-ben írta Valós halál (Altered Carbon) címmel. A cyberpunkba oltott, noir hangulatú akciókrimi hamar közönségsiker lett, a Philip K. Dick-díjat is elnyerte. Hamarosan a filmjogok is elkeltek, Joel Silver (többek közt a Mátrix, a Drágán add az életed! és a Halálos fegyver sorozatok producere) egymillió dollárt fizetett érte. Ezt követően Morgan főállású írónak állt.
Egy évvel később, a Törött angyalok (Broken Angels) (2003) című regényével megírta a folytatást, majd 2005-ben megjelent a Dühöngő fúriák (Woken Furies), és ezzel a sorozat trilógiává bővült.
A történetek központi szereplője, Takeshi Kovacs egy elit harci egység volt katonája, aki az első könyvben egy titokzatos ügy miatt nyomoz a 25. századi Földön, ahol a tudattárolás és a személyiségről készült biztonsági másolatok miatt a gazdagok szinte örökké élhetnek, és az emberek többsége nincs kitéve az igazi halál veszélyének. A második regényben Kovacs ismét mint katona bizonyít, majd az utolsó regényben visszatér szülővilágára.
Morgan Kovacs nevét egy párizsi levelezőtársától vette, akinek apja 1956-ban emigrált. A figurához és a harmadik regényben részletesen bemutatott Harlan Világának – Kovacs hazájának – a hátteréhez felhasználta a japán, a magyar és a kelet-európai kultúrkör alkotóelemeit.

### Market Forces
- Market Forces (2004)

2004-ben Morgan egy, a Kovacs-trilógiától független regényt írt Market Forces címen. Míg az előző regényei egy posztcyberpunk világban játszódnak, addig ennek a könyvnek a története a közeljövő vállalati konspirációival átszőtt, pusztuló világába kalauzolja el az olvasót. Ebben a világban a társadalom és maga a fejlett nyugati világ is önnön dugájába dőlt, és a „harmadik világot” szipolyozza ki az létszükséges profit megszerzése érdekében. És mindezt Morgan furcsán ötvözi a Mad Max-szerű autóspárbajokkal...

A regényt Arthur C. Clarke-díjra jelölték, és megkapta a John W. Campbell emlékdíjat.

### További művei
- Black Man (USA: Thirteen) (2007)
- The Steel Remains (2008)
- The Cold Commands (2010)

## Magyarul
- Valós halál; ford. Totth Benedek; Agave Könyvek, Bp., 2006
- Törött angyalok; ford. Cs. Szabó Sándor; Agave Könyvek, Bp., 2008
- Dühöngő fúriák; ford. Cs. Szabó Sándor; Agave Könyvek, Bp., 2009
- Az acél emléke; ford. Benkő Ferenc; Agave Könyvek, Bp., 2015
- A holtak szava; ford. Benkő Ferenc; Agave Könyvek, Bp., 2016
- A fekete férfi; ford. Roboz Gábor; Agave Könyvek, Bp., 2016
- A végzet barlangjai; ford. Benkő Ferenc; Agave Könyvek, Bp., 2017
- Légszomj; ford. Farkas Veronika; Agave Könyvek, Bp., 2020 ISBN 9789634197195

## Egyéb
Morgan írói munkássága mellett két képregényt is írt a Marvel Comics Black Widow-sorozatába, melynek hősnője egy orosz kémnő.
A Syndicate cyberpunk videójáték sorozat 2012-ben megjelent egyszerűen Syndicate címet viselő részének is ő írta a történetét.